# Struga Rusiecka
Struga Rusiecka – rzeka w Krakowie przepływająca przez osiedla Wadów i Ruszcza. Jest prawym dopływem Potoku Kościelnickiego. Ma długość 8 kilometrów. Uchodzą do niej ścieki przemysłowe.